# Die fremde Frau
Pour les articles homonymes, voir Die Fremde (homonymie).
Die fremde Frau est un film allemand réalisé par Hubert Moest et sorti en 1917.

## Fiche technique
- Réalisation : Hubert Moest
- Scénario : 	Paul Rosenhayn
- Date de sortie : 1917

## Distribution
- Mady Christians
- Hedda Vernon